# Fortaleza de Osowiec
La fortaleza de Osowiec (en polaco, Twierdza Osowiec) es una fortaleza del siglo XIX localizada en el noreste de Polonia, construida por el Imperio ruso. Fue testigo de intensos combates durante la Primera Guerra Mundial cuando fue obstinadamente defendido durante varios meses por su guarnición rusa contra los ataques alemanes.
La fortaleza fue construida en los años 1882-1892 como una de las obras defensivas para proteger las fronteras occidentales de Rusia contra Alemania, y luego se modernizó continuamente para hacer frente a los avances en la artillería de asedio pesado. En 1889-1893, el ingeniero militar ruso Néstor Buinitsky tomó una parte importante en la creación de la fortaleza. Estaba ubicado en el río Biebrza, a unos 50 km (kilómetros) de la frontera con la provincia alemana de Prusia Oriental, en el único lugar donde se podían cruzar las marismas del río, controlando así un punto de estrangulamiento vital. Los extensos pantanos y pantanos que lo rodeaban dificultaban los ataques. La estratégica línea ferroviaria Bialystok-Ełk-Königsberg también atravesó la fortaleza y cruzó el Río Biebrza allí. La fortaleza vio fuertes combates durante el comienzo de la Primera Guerra Mundial en el frente oriental desde septiembre de 1914, hasta que el ejército ruso la abandonó en agosto de 1915. En los años de entreguerras, la fortaleza fue utilizada por el ejército polaco. Durante la invasión alemana de Polonia en 1939, no se tiene constancia de que la fortaleza fuese atacada o escenario de batallas, como fue en los años anteriores.
Hoy, algunas partes de la fortaleza son accesibles para los turistas, especialmente las partes dentro de los límites del parque nacional Biebrza. El centro de información para visitantes del parque se encuentra en Osowiec-Twierdza, un pequeño asentamiento ubicado dentro de los límites de la fortaleza. Otras partes de la fortaleza todavía pertenecen al ejército polaco y el acceso está restringido.

## Primera Guerra Mundial

### Septiembre de 1914
En septiembre de 1914, las defensas de campo rusas que rodeaban la fortaleza fueron atacadas por 40 batallones de infantería del 8.º ejército alemán; los atacantes disfrutaron de una superioridad numérica significativa. Para el 21 de septiembre, el avance alemán trajo la fortaleza propiamente dicha dentro del alcance de la artillería alemana; reforzado aún más con 60 cañones adicionales de calibres de hasta 203 mm (milímetros), pero estos solo pudieron ponerse en acción el 26 de septiembre. Dos días después, un asalto frontal de los alemanes fue repelido por la artillería rusa. El día siguiente, dos contraataques de flanco ruso obligaron a la artillería alemana a reubicarse, llevando la fortaleza fuera del alcance de la artillería alemana.

### Febrero a marzo de 1915
El 3 de febrero de 1915, los alemanes numéricamente superiores lanzaron otro asalto. La primera línea de defensas de campo rusas consistió en trincheras poco profundas y se mantuvo durante cinco días. El 9 de febrero, los rusos se retiraron a la segunda línea con trincheras profundas y emplazamientos de ametralladoras establecidos, y no dieron terreno durante otros dos días. La segunda línea permaneció intacta.
La retirada de la primera línea permitió que la artillería alemana comenzara a disparar contra los fuertes el 13 de febrero. El calibre de la artillería de asedio pesado alemán varió de 100 mm (milímetros) a 420 mm, disparando en salvas de 360 cañones cada cuatro minutos. A lo largo del bombardeo de artillería de una semana, se dispararon 250 000 disparos desde los cañones pesados y alrededor de un millón de disparos desde las piezas de artillería ligera.
El Comando Central ruso esperaba que la fortaleza cayera; Solicitó a los defensores que esperen al menos 48 horas para permitir la evacuación de civiles. La fortaleza se mantendría hasta agosto.
Los rusos sufrieron grandes pérdidas por el bombardeo de artillería, que fue más fuerte del 14 al 16 de febrero y del 25 de febrero al 5 de marzo de 1915. Múltiples golpes dentro de la fortaleza y el colapso de muchos edificios hicieron casi imposible el movimiento entre diferentes partes de la fortaleza. Posteriormente, el sector recayó en la guerra posicional.
A veces se afirma incorrectamente que el fuego de contra-batería ruso destruyó dos morteros pesados alemanes, pero lo cierto es que estas armas fueron retiradas para operaciones en otros lugares.

### Julio a agosto de 1915
Los alemanes lanzaron una ofensiva frontal completa en la fortaleza a principios de julio; el ataque incluyó 14 batallones de infantería, un batallón de zapadores, 24-30 cañones de asedio pesados y 30 baterías de artillería equipadas con gases venenosos dirigidos por el mariscal de campo Paul von Hindenburg. Las defensas rusas estaban tripuladas por 500 soldados del 226.º Regimiento de Infantería Zemlyansky y 400 milicianos.
Los alemanes esperaron hasta las 4 a. m. del 6 de agosto por condiciones favorables de viento, cuando el ataque comenzó con bombardeos de artillería combinados con gas de cloro. La batalla que siguió fue conocida como el Ataque de los Hombres Muertos.
Lamentablemente, los rusos no mantuvieron a Osowiec por mucho más tiempo. Los alemanes amenazaron con rodear la fortaleza con la captura de Kovno y Novogeorgiesk. El 18 de agosto, los rusos demolieron gran parte de Osowiec y se retiraron.

## Segunda Guerra Mundial
Después de la Primera Guerra Mundial, la Segunda República Polaca reconstruyó algunas partes de Osowiec, y utilizó la fortaleza para albergar unidades de su ejército, incluida la Escuela Central de Suboficiales del Cuerpo de Protección Fronteriza.[cita requerida]
El 135.º Regimiento de Infantería de Reserva ocupó la fortaleza hasta que Alemania invadiese Polonia al comienzo de la Segunda Guerra Mundial, pasando a manos de la Wehrmacht un 13 de septiembre, hasta que el avance de Rusia sobre Polonia[cita requerida] los obligase a retirarse de las instalaciones, el 25 de septiembre. Osowiec fue posteriormente guarnecido por el 10.º ejército soviético.

### Operación Barbarroja
Sin embargo, los alemanes volvieron a tomar Osowiec el 27 de junio de 1941 durante la Operación Barbarroja, utilizando la fortaleza como un depósito de municiones. El 14 de agosto de 1944, los ejércitos 49 y 50 soviéticos capturaron tres de los fuertes durante la Ofensiva Osovets, como parte de Operación Bagration. Tres de los fuertes fueron capturados, pero uno de ellos, permaneció en manos alemanas hasta enero de 1945, cuando fue abandonado durante la Ofensiva Vístula-Oder.[cita requerida]

## Posguerra
En 1953, el depósito de municiones de la Fuerza Aérea Polaca se encontraba en la fortaleza, y los depósitos militares polacos se encuentran en la fortaleza en la actualidad.[cita requerida]

## Apariciones en la cultura popular
Algunas bandas de música han dedicado canciones a la defensa de esta fortaleza, grupos como los suecos Sabaton, en su álbum «The Great War», 2019, en el tema «Attack of the Dead Men», o la cantante rusa Varya Strizhak (en ruso, Варя Стрижак), en la canción «Русские не сдаются!» (¡Los rusos no se rinden!).